# Julio Scherer Ibarra
Julio Scherer Ibarra est un homme politique mexicain. Il est le Conseiller juridique de l'Exécutif fédéral  auprès du président Andrés Manuel López Obrador, depuis le 1er décembre 2018.

## Biographie
Julio Scherer Ibarra est le fils de Julio Scherer García, journaliste et fondateur de l'hebdomadaire Proceso. Il est avocat de formation, diplômé de l'Université nationale autonome du Mexique.
Lors de la campagne pour les élections fédérales de 2018, il est coordinateur territorial du Mouvement de régénération nationale (Morena) dans la 3e circonscription électorale fédérale (es) (Campeche, Chiapas, Oaxaca, Quintana Roo, Tabasco, Veracruz et Yucatán). 
Jusqu'au 11 janvier 2019 il fait partie du conseil administratif de Proceso. Il démissionne de son siège peu après avoir été nommé Conseiller juridique de l'Exécutif fédéral.
En octobre 2021, son nom est cité dans les Pandora Papers.